# Abraham Berge
Abraham Theodor Berge (Lyngdal, 20 augustus 1851 - 10 juli 1936) was een Noors politicus voor de sociaal-liberale partij Venstre en later voor de centrumrechtse Frisinnede Venstre.
Berge was leraar van beroep en begon zijn politieke loopbaan in Lista, thans deel van de gemeente Farsund, waar hij in 1882 burgemeester werd. In 1891 ging hij naar het parlement. Hij was toen onder meer minister van erediensten en van financiën. Na 10 jaar afwezigheid uit de politiek, werd hij opnieuw minister van financiën en in 1923 ook eerste minister, na het overlijden van Otto Bahr Halvorsen. Na een verkiezingsnederlaag over de opheffing van het alcoholverbod in 1924, trad hij af. In 1926 werd hij als enige Noorse eerste minister ooit, in beschuldiging gesteld, omdat hij de regering informatie had onthouden over een bank die op de rand van het bankroet stond. In 1927 werd hij echter vrijgepleit.
- Bibsys: 90580125
- Gemeinsame Normdatei: 1199263370
- International Standard Name Identifier: 0000 0000 4359 4137
- KulturNav: e38ab6b0-cf3f-4d0a-ae6c-636a28ba4b32
- Library of Congress Control Number: no2004087345
- Virtual International Authority File: 36634371
- WorldCat: E39PBJjxwKcwbdB469JhtFgkDq